# Yeison Molina
Yeison Molina Ruiz (ur. 25 stycznia 1996 w Nicoyi) – kostarykański piłkarz występujący na pozycji środkowego obrońcy, od 2020 roku zawodnik Guanacasteki.